# Папуашвили, Георгий Ясонович
Георгий Ясонович Папуашви́ли (1918—1944) — участник Великой Отечественной войны, командир стрелковой роты, гвардии лейтенант, Герой Советского Союза.

## Биография
Родился 20 июня 1918 года в селе Думацхови, Грузия, (по другим данным — в Грозном Чечено-Ингушской АССР), в крестьянской семье. Грузин. Образование — 5 классов. В 1938—1941 годах служил в  Красной Армии. С июня 1941 — в боевых частях. В 1943 году окончил курсы младших лейтенантов.
В звании гвардии лейтенанта командовал ротой 311-го гвардейского стрелкового полка, 108-й гвардейской стрелковой дивизии, 37-го стрелкового корпуса, 46-й армии, 2-го Украинского фронта.
В ночь на 5 декабря 1944 года у города Эрчи (Венгрия) умело организовал переправу на реке Дунай. Рота захватила плацдарм и удерживала его до подхода основных сил полка. Лично гранатами уничтожил две пулемётных точки противника и в рукопашном бою — 5 фашистов. В этом же бою погиб.
24 марта 1945 года Георгию Папуашвили посмертно было присвоено звание Героя Советского Союза.
Награждён также орденом Ленина, орденом Красной Звезды, медалью «За отвагу».
Похоронен в венгерском селе Эргин у церкви.